# Фред Куимби
Фредерик Клинтън „Фред“ Куимби (на английски: Frederick Clinton "Fred" Quimby, 31 юли 1886 – 16 септември 1965) е американски продуцент на анимационни филми, най-известен с продуцирането на „Том и Джери“, които му носят седем награди „Оскар“.

## Живот и кариера
Фред Куимби е роден в Минеаполис, където и започва кариерата си на журналист. През 1907 година застава начело на киносалон в Мизула, щат Монтана. По-късно работи в Патѐ, издигайки се до член на борда на директорите преди да напусне през 1921 година, когато става независим продуцент. Назначен е от „Туентиът Сенчъри Фокс“ през 1924 година, а три години по-късно отива в „Метро-Голдуин-Майер“. Ръководител на отдела по анимация в същата компания става през 1937 година.
През 1939 година Уилям Хана и Джоузеф Барбера му представят идеята си за анимационни филми за котка и мишка. Фред Куимби дава своето съгласие и резултатът е „Puss Gets the Boot“, номиниран за „Оскар“. Първоначално отказал да продуцира проекта, той по-късно променя мнението си, виждайки последващите успех и парични печалби. Куимби неколкократно приема награди „Оскар“ за „Том и Джери“, но така и не кани Хана и Барбера на сцената; в същото време името му добива популярност благодарение на филмовите надписи. Въпреки че присъства в началните надписи на филмите за Том и Джери, действително продуцентът не е работил по тях. Отношенията му с аниматорите били обтегнати, включително с Хана и Барбера, които вярвали, че не е подходящ за анимационен лидер:
| „ | ...за съжаление на един продуцент на рисувани филми, [той нямаше] никакво чувство за хумор, на което да се опре... Не разбираше нищо от анимация и рисуваните филми му бяха чужди. Влязъл в ролята на директор на гимназия, противопоставящ се на хлапашкия ентусиазъм на аниматорите, той постъпваше като посредственик между тях и фронт офиса, подминавайки молби за по-големи бюджети, повишения и освобождаване на средства. | “ |

Оттегля се от „Метро-Голдуин-Майер“ през 1955 година, а Хана и Барбера стават съпредседатели. Техните имена заместват това на Куимби в началните надписи. Макар двамата аниматори да донасят успех на МГМ, от студиото разбират, че преиздаването на стари анимационни филми би донесло повече парични средства; анимационният отдел не след дълго е затворен. Това става през 1957 година, но филмите за Том и Джери били така обичани, че договорите за тях били запазени. Анимационните герои попадат в ръцете на Чък Джоунс.
Фред Куимби умира на 79 години в Санта Моника през 1965 година и е погребан в Глендейл.

## Награди „Оскар“
- Най-добър късометражен анимационен филм, 1940: „The Milky Way“ (продуцент)
- Най-добър късометражен анимационен филм, 1943: „The Yankee Doodle Mouse“ (продуцент)
- Най-добър късометражен анимационен филм, 1944: „Mouse Trouble“ (продуцент)
- Най-добър късометражен анимационен филм, 1945: „Quiet Please!“ (продуцент)
- Най-добър късометражен анимационен филм, 1946: „The Cat Concerto“ (продуцент)
- Най-добър късометражен анимационен филм, 1948: „The Little Orphan“ (продуцент)
- Най-добър късометражен анимационен филм, 1951: „The Two Mouseketeers“ (продуцент)
- Най-добър късометражен анимационен филм, 1952: „Johann Mouse“ (продуцент)